# Paul Wieandt
Paul Wieandt (* 31. Januar 1936 in Speyer; † 20. März 2007) war ein deutscher Bankmanager und bekannt als Spezialist für die Sanierung von Banken.

## Kindheit und Ausbildung
Paul Wieandt wurde 1936 in Speyer geboren.
Er studierte Volks- und Betriebswirtschaft in Heidelberg. Während seines Studiums wurde er im Wintersemester 1956/57 Mitglied der Burschenschaft Frankonia Heidelberg. Er wurde 1968 an der Westfälischen Wilhelms-Universität Münster mit einer Arbeit über bewegliche Sachen als Objekte der Kreditsicherung im französischen Recht zum Dr. jur. promoviert.

## Karriere
Wieandt arbeitete in verschiedenen Funktionen für die Westfalenbank AG, Merck Finck & Co und die Stadtsparkasse Düsseldorf. Im Jahr 1984 wurde er Vorstandsvorsitzender der Landesbank Rheinland-Pfalz, die in einer schweren Krise steckte.
1990 erhielt er den Auftrag, die Bank für Gemeinwirtschaft zu sanieren. Zwischen 1990 und seinem Ausscheiden als Vorstandsvorsitzender 1997 setzte er einschneidende Veränderungen durch: Das Filialnetz wurde um ein Fünftel auf 177 Filialen reduziert, ein Viertel der Mitarbeiter und drei Viertel der Führungskräfte mussten das Haus verlassen. Zum 1. Januar 1993 erwarb die französische Bank Crédit Lyonnais die inzwischen in BfG Bank AG (heute Teil der Santander Bank) umfirmierte Bank, und Wieandt setzte die Sanierungspolitik fort.
Im November 2001 wurde er als Sanierer zur SchmidtBank gerufen und übernahm dort den Vorstandsvorsitz. Das Sanierungsprogramm ähnelte sehr der Rosskur der BfG: Die Hälfte der 120 Filialen wurde geschlossen, 850 der bisher 2000 Stellen wurden gestrichen. Die Direktbanktochter Consors wurde verkauft. Bis zur Auflösung der Schmidtbank 2004 blieb Wieandt Vorstandsvorsitzender und führte anschließend die Resba, in der das Restgeschäft verblieb, das die Commerzbank nicht übernahm.
2004 wurde Wieandt Verwaltungsratsvorsitzender bei der angeschlagenen Frankfurter Sparkasse. Wieandt war mehrfacher Aufsichtsrat, unter anderem der Hannover Rück und der "neue leben-Versicherungsgruppe" sowie Vorstandsmitglied der Peters Associates AG. Er war bis zu seinem Tod Vorsitzender des Beirats der Manic AG, die viele seiner Sanierungsprogramme unterstützte.

## Persönliches
Paul Wieandt war verheiratet und hatte drei Kinder, von denen zwei ebenfalls Bankmanager sind. Seine Tochter Dorothee Blessing, früher Managing Director bei Goldman Sachs, ist mit Martin Blessing verheiratet, dem ehemaligen Vorstandsvorsitzenden der Commerzbank. Sein Sohn Axel Wieandt arbeitete in führender Funktion bei der Deutschen Bank und übernahm am 7. Oktober 2008 den Vorstandsvorsitz der Hypo Real Estate von Georg Funke. Sein Sohn Carl war lange Jahre im Investment Banking tätig und ist inzwischen Partner bei der Unternehmensberatung McKinsey & Company.

## Ehrungen und Auszeichnungen
Wieandt erhielt zahlreiche Ehrungen, unter anderem das Bundesverdienstkreuz am Bande und den Chevalier dans L’Ordre National de la Légion d’Honneur. Er war 1999 Gründer und bis zu seinem Tod Vorsitzender der Europäischen Stiftung Kaiserdom zu Speyer. Er war Vorstandsmitglied der Deutschen Sporthilfe und ab 2000 Honorarkonsul in Hessen für das Königreich Belgien.